# 直嶋正行
直嶋 正行（なおしま まさゆき、1945年〈昭和20年〉10月23日 - ）は、日本の政治家。
参議院議員（4期）、経済産業大臣（第11・12代）、参議院懲罰委員長・運輸委員長、民進党エネルギー環境総合調査会長、民主党副代表・両院議員総会長・政策調査会長（第9代）・参議院幹事長・参議院政策審議会長・参議院国会対策委員長等を歴任した。国民民主党顧問。

## 来歴

### 生い立ち
大阪府池田市生まれ。父親を早くに亡くし、大阪府立北野高等学校定時制課程から神戸大学経営学部に進学した。1971年に神戸大を卒業し、トヨタ自動車販売（現トヨタ自動車）に入社。1980年から全トヨタ労働組合連合会専従職員。1982年に全トヨタ労連組織局長、1991年に全日本自動車産業労働組合総連合会（自動車総連）副会長に就任した。

### 参議院議員
1992年、自動車総連の推薦を受け、民社党公認で第16回参議院議員通常選挙に比例区から出馬し、初当選。その後民社党解党により新進党、新党友愛に所属した後、1998年からは民主党に所属しており、一貫して自動車総連の後援を受ける、所謂労組の組織内候補の1人。
1998年、所属していた新党友愛が旧民主党に合流し、民主党の結党に参加。その後、参議院政策審議会長、参議院国会対策委員長、参議院幹事長を歴任する。
参議院国会対策委員長時代の2001年3月14日、森喜朗首相の問責決議案の趣旨説明を参議院本会議で行い、森内閣を「指導力なし・緊張感なし・責任感なしの“最低・最悪内閣”」と断じ、「KSD事件は自民党全体を覆う構造的な問題」「国民生活を破たんさせる経済政策」「機密費疑惑解明の消極姿勢」「えひめ丸事故への対応」などを“最低、最悪”と非難し、「森政権が続けば続くほど国益が損なわれる」と強調した。
2005年、前原誠司代表の下、党政策調査会長代理及び民主党次の内閣官房副長官（政策調査会長は松本剛明）に就任。2007年、小沢一郎代表で党政策調査会長に就任した。参議院議員で民主党政策調査会長に就任したのは直嶋が初めてである。2008年、戦時性的強制被害者問題解決促進法案を参議院に提出。2009年5月、鳩山由紀夫代表の下でも政調会長に再任された。2009年の第45回衆議院議員総選挙のマニフェスト作成の中心的役割を担った。

### 経済産業大臣

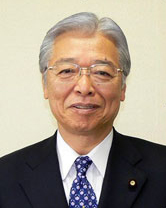
経済産業大臣就任時に公表された肖像（2009年）

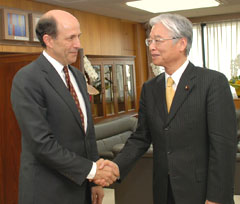
2009年10月21日、駐日アメリカ合衆国大使ジョン・ルース（左）と

2009年9月、鳩山由紀夫内閣で経済産業大臣に任命され、初入閣した。
2009年11月16日、都内で開いた石油連盟との懇談会で、同8時50分に発表された7-9月期の国内総生産（GDP）の数値を事前に漏洩した。これに対し鳩山首相は「うかつであり遺憾だ」との見解を示し、平野官房長官は直嶋を厳重注意した。
2010年6月、日本企業の国際競争力を高め、「強い経済」を実現するための案をとりまとめて策定した「産業構造ビジョン2010」（産業構造審議会産業競争力部会報告書）を経済産業大臣として発表した。同月に発足した菅直人内閣においても再任された。同年7月の第22回参議院議員通常選挙に比例区から出馬し、4選。同年9月、菅直人第1次改造内閣発足に伴い、経済産業大臣を退任（後任は大畠章宏）。

### 大臣退任後
大臣を退任後、民主党成長戦略・経済対策PT座長に就任。
2011年1月の党役員人事により、民主党副代表・両院議員総会長に就任した。
2012年9月民主党代表選挙では、現職の野田佳彦陣営の事務総長を務める。同年12月の第46回衆議院議員総選挙で民主党が大敗した直後、同月19日に実施された民主党両院議員総会において、野田の後任を選出する民主党代表選の延期を主張した参加議員に対し、「そんなことなら、私は（両院議員総会長を）辞任する」と反対した。
2016年の第24回参議院議員通常選挙には出馬せず、政界引退。同年11月、旭日大綬章を受章。
2022年11月、国民民主党の顧問に就任した。

## 政策・主張

### 選択的夫婦別姓制度
- 選択的夫婦別姓制度の導入に賛成している[8]。

### 外国人参政権法案
- 外国人参政権の導入に賛成している[8]。

### 原子力発電所
- 2010年4月9日の衆議院経済産業委員会において、原子力発電所の多重防護について吉井英勝（日本共産党）の「巨大地震時に多重防護の機器が壊れて動かない場合にどのような被害が及ぶかを調べるよう、各電力会社に指示すべきではないか」との質問に、経済産業大臣（当時）であった直嶋は「多重防護でしっかり事故を防いでいく、メルトダウンというようなことを起こさせない、このための様々な仕組みをつくっている」[9]と答えた。また同5月26日の委員会において、原発の輸出について吉井の「事故が起こった時に、偏西風などに乗って放射性物質が日本へ飛んでくる影響をアセスメント（予測）した上でトップセールスをしたのか」との質問には「アセスメントは行っていない。一方で、各国が自ら安全の確保に万全を期することは大前提」と答えた。吉井は2011年3月11日の福島第一原子力発電所事故後、「原発トップセールスに走り、原発メーカーの営業マンになったような仕事は熱心にやっても、国民の安全への思いはほとんど感じられない」としている。

## 議員連盟
- 民主党エコカー議員連盟（会長）
- 民主党日本鋳造産業振興議員連盟（会長）
- 民主党ITS議員連盟（会長）
- ILO活動推進議員連盟（会長代行）
- 超党派日豪国会議員連盟（会長代行）
- 日韓議員連盟（運営委員長）[10]